# 乌克兰民主复兴党
乌克兰民主复兴党（烏克蘭語：Партія демократичного відродження України，缩写为）是乌克兰历史上的一个社会民主主义政党。该党成立于1990年，分裂自乌克兰共产党。1996年2月24日，该党与乌克兰劳动大会、支持克里米亚共和国联盟等多个党派合并为人民民主党。